# Diplazium oligosorum
Diplazium oligosorum är en majbräkenväxtart som beskrevs av Edwin Bingham Copeland.
Diplazium oligosorum ingår i släktet Diplazium och familjen Athyriaceae. Inga underarter finns listade i Catalogue of Life.